# Dipilonski mojster
Dipilonski mojster je bil atiški poznogeometrični vazni slikar in morda keramik.
Dipilonski mojster je bil eden najpomembnejših geometričnih vaznih slikarjev in vodja delavnice. Velja za izumitelja sloga, ki se imenuje v klasični arheologiji pozno geometrični slog. Njegova dela so datirana v obdobje 760-750. pr. n. št.. Njegovo začasno ime je neznanega umetnika, 1,62 metra visoke nagrobne amfore (Dipilonska amfora), ki je bila najdena pri Dipilonskih vratih pokopališča Kerameikos v Atenah
Dipilonski mojster predstavlja prvega umetnika, ki je glavni friz vaze na uokvirjenem polju izdelal v geometričnem slogu, in je bil postavljen med ročaje. Glavna tema je bila zasnovana figurativno, in se je razlikovala med možnimi različnimi umetniki. Dipilonski mojster je eden prvih prepoznavnih umetnikov vseh časov. Njegove figure so višje in vitkejše od figur srednjega geometričnega obdobja. Posebno kakovostni so njegovi okraski, ki zajemajo vrat in telo vaze. Zdi se, da je izumil dvojni meander, ki je bil uporabljen prvič na njegovih vazah. Uvedel je tudi uporabo dveh živalskih lamel na vratu amfor. Zgledoval se je po orientalskih modelih in posnemal verjetno zlate trakove.
Delavnica je bila namenjena izdelavi monumentalnih amfor za ženske in kraterjev za moške grobove. V Dipilonovi delavnici so bili izdelani prvi veliki vrči in oinochoi. Poleg tega so v delavnici izdelali nekatere zadnje amfore z ročaji na trebuhu. Nekatere njegove vaze so okrašene z do 100 figurami. Večina vaz kaže protezis (poslavljanje od mrtvih), redko ekfora (sprevod do groba). Poleg tega so bili upodobljeni bojevniki in prevoz procesije ter kopenske in pomorske bitke. Nasprotniki se razlikujejo po pravokotnih ščitih, Dipilonovih ščitih ali so brez njih. Ti motivi niso novi, vendar jih Dipilonski mojster v določeni velikosti predstavlja prvič.